# Bauschänzli
Le Bauschänzli est une île du Limmat, sur le territoire de Zurich, dans le canton de Zurich.